# Pierre Souvestre

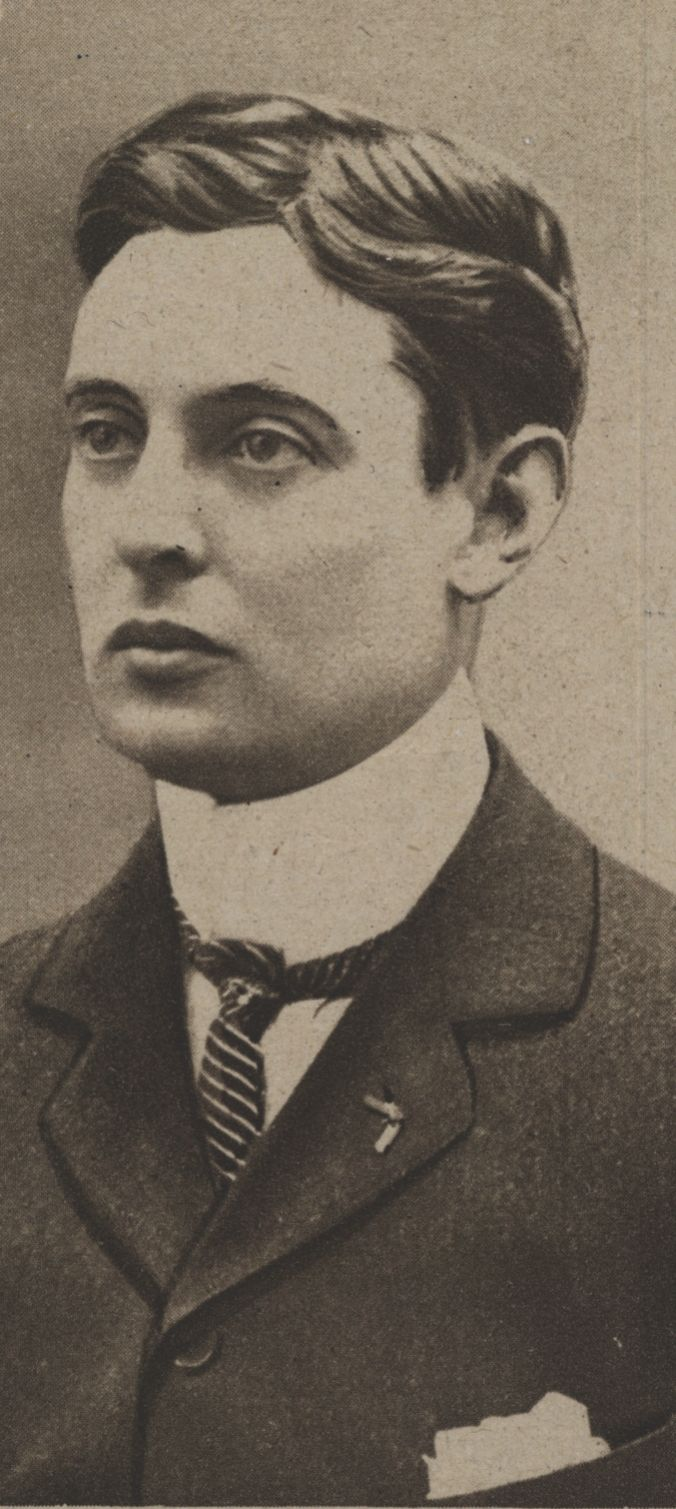
Retrato de Pierre Souvestre, 1914.

Pierre Souvestre fue un abogado, periodista, escritor y organizador de carreras de coches francés nacido el 1 de junio de 1874 y fallecido el 26 de febrero de 1914. Es recordado hoy en día por la creación junto a Marcel Allain del villano y criminal de ficción Fantômas. Había nacido en Plomelin, un municipio en Finisterre, Bretaña. 
En 1909, ya era una figura bien conocida en los círculos literarios, colaborando con Allain en su primera novela, Le Rour. Germain Fuselier, juez de instrucción, después de convertirse en un personaje recurrente en la serie Fantômas, aparece en la novela. 
Luego, en febrero de 1911, Allain y Souvestre inician la serie Fantômas, a petición de la editorial Fayard Arthème, que quería crear un nuevo personaje para su revista. El éxito fue inmediato y duradero. La influencia de sus novelas policiacas se difundió por diversos países, como España, tal y como llegó a indicar Emilia Pardo Bazán en sus artículos de La Ilustración artística.
Souvestre murió de una congestión pulmonar. Después de su muerte, Allain continuó con la saga de Fantômas.

## Entregas de Fantômas
- Fantômas (1911)
- Juve contre Fantômas (1911)
- Le mort qui tue (1911)
- L'Agent Secret (1911)
- Un Roi Prisonnier de Fantômas (1911)
- Le Policier Apache (1911)
- Le Pendu de Londres (1911)
- La Fille de Fantômas (1911)
- Le Fiacre de Nuit (1911)
- La Main Coupée (1911)
- L'Arrestation de Fantômas (1912)
- La Livrée du Crime (1912)
- La Mort de Juve (1912)
- L'Evadée de Saint-Lazare (1912)
- La Disparition de Fandor (1912)
- Le Mariage de Fantômas (1912)
- L'Assassin de Lady Beltham (1912)
- La Guêpe Rouge (1912)
- Les Souliers du Mort (1912)
- Le Train Perdu (1912)
- Les Amours d'un Prince (1912)
- Le Bouquet Tragique (1912)
- Le Jockey Masqué (1913)
- Le Cercueil Vide (1913)
- Le Faiseur de Reines (1913)
- Le Cadavre Géant (1913)
- Le Voleur d'Or (1913)
- La Série Rouge (1913)
- L'Hôtel du Crime (1913)
- La Cravate de Chanvre (1913)
- La Fin de Fantômas (1913)